# Všeobecné volby ve Spojeném království 1935
Všeobecné volby ve Spojeném království 1935 se konaly 14. listopadu 1935 a stávající Národní vláda pod vedením premiéra Stanleyho Baldwina v nich obhájila velkou většinu.

## Pozadí
Při předchozích volbách v roce 1931 Národní vláda drtivě vyhrála. Sestávala z Konzervativní, Liberální a Liberálně národní strany, které doplňovala malá část labouristů vedená tehdejším ministerským předsedou Ramsay MacDonaldem. Ač liberálové vládu brzy opustili, dokázala prosadit novou celní politiku; byla zavedena ochranná bariéra, naopak uvnitř Britského impéria byla cla snížena. Vláda dokázala udržet solidní hospodářský růst a nezaměstnanost se postupně snižovala.
V červnu 1935 se premiérem stal vůdce konzervativců Baldwin a dosavadní předseda vlády MacDonald nastoupil na místo předsedy Státní rady. Na podzim téhož roku, rok před zákonným termínem, vypsal Baldwin všeobecné volby.
Navzdory ztrátám si Národní vláda ve volbách silnou pozici udržela (ačkoli labouristé počet svých mandátů ztrojnásobili). Přestože se vláda, odkazujíc se na původní koalici mnoha politických sil z roku 1931, stále zvala národní, národní liberálové postupně politicky splývali s konzervativci a pozice MacDonaldových národních labouristů byla slabá; vláda již byla v podstatě toryovská.

## Výsledky
| 387           | 33 | 8 | 1 | 154        | 21  | 11 |
| Konzervativci | LN | L | N | Labouristé | Lib | O  |

| Strana               | Strana                         | Lídr               | Mandáty       | Mandáty       | Mandáty       | Hlasy         | Hlasy         |
| Strana               | Strana                         | Lídr               | Počet         | v %           | +/-           | Počet         | v %           |
| Národní vláda        | Národní vláda                  | Národní vláda      | Národní vláda | Národní vláda | Národní vláda | Národní vláda | Národní vláda |
| -------------------- | ------------------------------ | ------------------ | ------------- | ------------- | ------------- | ------------- | ------------- |
|                      | Konzervativní strana           | Stanley Baldwin    | 387           | 62,9%         | ▼ 83          | 10 025 083    | 47,8%         |
|                      | Liberální národní strana       | John Simon         | 33            | 5,4%          | ▼ 2           | 784 608       | 3,7%          |
|                      | Národní labouristé             | Ramsay MacDonald   | 8             | 1,3%          | ▼ 5           | 321 028       | 1,5%          |
|                      | nezávislí                      | -                  | 1             | 0,2%          | ▼ 3           | 53 189        | 0,3%          |
| Národní vláda celkem | Národní vláda celkem           | Stanley Baldwin    | 429           | 69,8%         | ▼ 125         | 11 183 908    | 51,8%         |
| Opozice              |                                |                    |               |               |               |               |               |
|                      | Labouristická strana           | Clement Attlee     | 154           | 25,0%         | ▲ 102         | 7 984 988     | 38,0%         |
|                      | Liberální strana               | Herbert Samuel     | 21            | 3,4%          | ▼ 12          | 1 414 010     | 6,7%          |
|                      | Nezávislá labouristická strana | James Maxton       | 4             | 0,7%          | ▲ 4           | 136 208       | 0,7%          |
|                      | Nacionalistická strana         | Thomas J. Campbell | 2             | 0,3%          | ▬ 0           | 50 747        | 0,2%          |
| ostatní              | ostatní                        | -                  | 5             | 0,8%          | -             | 213 062       | 1,0%          |
| celkem               | celkem                         | -                  | 615           | 100%          | -             | 20 991 488    | 100%          |

| \| Hlasy \| Hlasy \| Hlasy \| Hlasy \| Hlasy \| \| ------------------------ \| ------------------------ \| ----- \| ------- \| ------- \| \| \| \| \| \| \| \| Konzervativci \| Konzervativci \| \| 47,76 % \| 47,76 % \| \| Labouristé \| Labouristé \| \| 38,04 % \| 38,04 % \| \| Liberálové \| Liberálové \| \| 6,74 % \| 6,74 % \| \| Liberální národní strana \| Liberální národní strana \| \| 3,74 % \| 3,74 % \| \| Národní labouristé \| Národní labouristé \| \| 1,53 % \| 1,53 % \| \| ostatní \| ostatní \| \| 2,20 % \| 2,20 % \| |                          |  |         |         |
| Hlasy |                          |  |         |         |
| |                          |  |         |         |
| Konzervativci | Konzervativci            |  | 47,76 % | 47,76 % |
| Labouristé | Labouristé               |  | 38,04 % | 38,04 % |
| Liberálové | Liberálové               |  | 6,74 %  | 6,74 %  |
| Liberální národní strana | Liberální národní strana |  | 3,74 %  | 3,74 %  |
| Národní labouristé | Národní labouristé       |  | 1,53 %  | 1,53 %  |
| ostatní | ostatní                  |  | 2,20 %  | 2,20 %  |

| \| Mandáty \| Mandáty \| Mandáty \| Mandáty \| Mandáty \| \| ------------------------ \| ------------------------ \| ------- \| ------- \| ------- \| \| \| \| \| \| \| \| Konzervativci \| Konzervativci \| \| 62,93 % \| 62,93 % \| \| Labouristé \| Labouristé \| \| 25,04 % \| 25,04 % \| \| Liberální národní strana \| Liberální národní strana \| \| 5,37 % \| 5,37 % \| \| Liberálové \| Liberálové \| \| 3,41 % \| 3,41 % \| \| Národní labouristé \| Národní labouristé \| \| 1,30 % \| 1,30 % \| \| ostatní \| ostatní \| \| 1,95 % \| 1,95 % \| |                          |  |         |         |
| Mandáty |                          |  |         |         |
| |                          |  |         |         |
| Konzervativci | Konzervativci            |  | 62,93 % | 62,93 % |
| Labouristé | Labouristé               |  | 25,04 % | 25,04 % |
| Liberální národní strana | Liberální národní strana |  | 5,37 %  | 5,37 %  |
| Liberálové | Liberálové               |  | 3,41 %  | 3,41 %  |
| Národní labouristé | Národní labouristé       |  | 1,30 %  | 1,30 %  |
| ostatní | ostatní                  |  | 1,95 %  | 1,95 %  |